# Cavezzo
Cavezzo (emilián nyelven Cavèss vagy Cavêż) település Olaszországban, Emilia-Romagna régióban, Modena megyében. Lakosainak száma 7051 fő (2023. január 1.). Cavezzo Carpi, Medolla, Mirandola, Novi di Modena, San Possidonio és San Prospero községekkel határos.

## Népesség
A település lakossága az elmúlt években az alábbi módon változott:
| Lakosok száma | 7022 | 7031 | 7051 |
|               | 2017 | 2018 | 2023 |